# 見目清 (初代)
初代 見目 清（けんもく きよし、1848年 11月15日（嘉永元年10月20日）- 1904年（明治37年）5月17日）は、明治期の地主、政治家。衆議院議員。

## 経歴
下野国塩谷郡太田村（栃木県塩谷郡北高根沢村を経て現高根沢町）で、代々里正を務めた豪農・見目家、清作の息子として生まれる。水戸藩士に学んで漢学を修めた。読書に没頭したため祖父・清右衛門にたびたび禁じられた。明治5年（1872年）父が戸長を務めていた時、他者の難を救うため法令に抵触し官憲の追及を受けた際、清が身代わりとして2年間入獄した。
その後、地租改正委員、戸長を務め、自由民権運動にも加わった。1883年（明治16年）栃木県会議員に選出され、同常置委員、勧業諮問委員、県徴兵参事員、所得税調査委員などを務めた。
1898年（明治31年）3月、第5回衆議院議員総選挙に栃木県第四区から進歩党所属で出馬して当選し、衆議院議員に1期在任した。

## 親族
- 長男 見目清 (2代) - 貴族院多額納税者議員[3]